# Église presbytérienne de Colombie
L'Église presbytérienne de Colombie (Iglesia Presbiteriana de Colombia) est une église protestante de Colombie, affiliée à l'Alliance réformée mondiale. Elle est aussi membre du Conseil œcuménique des Églises, du Réseau œcuménique de Colombie, du  Conseil latino-américain des Églises et de l'Alliance des églises presbytériennes et réformées d'Amérique latine.

## Histoire
L'Église naît des missions envoyées des États-Unis et des membres de la British Legion qui accompagnaient Simón Bolívar lors de la Guerre d'indépendance. 
Le 1er août 1856, Henry Barrington Pratt, un pasteur  envoyé par l'Église presbytérienne aux États-Unis célèbre le premier culte en Colombie. La première église est dressée en 1861 à Bogota.
En 1868, le Colegio Americano, un établissement d'éducation pour les filles ouvre, sous la direction de Kate McFarren. En 1885, c'est un établissement pour garçons qui est ouvert. 
En 1936, le synode national est organisé, et l'Église accède à une pleine autonomie. Elle se réorganise en 1937, avec la création de trois presbytères, au nord, au centre et au sud du pays.
En 1982, elle fonde un séminaire pour former les pasteurs de Colombie, d'Équateur et du Venezuela.
En 1998, elle adopte sa nouvelle Confession de Foi.

## Organisation
L'Église compte actuellement 12 000 fidèles répartis en 55 paroisses. Elle gère aussi une université, l'Universidad Reformada installée à Barranquilla.

## Liens
- Site officiel de l'Église presbytérienne de Colombie